# David Ricardo
David Ricardo (London, 18. travnja 1772. – Gatcombe Park, 11. rujna 1823.), britanski ekonomist.

## Teorija komparativnih prednosti
A. Smith u teoriji apsolutnih prednosti dokazao je da se isplati specijalizacija i izvoz robe koja se u zemlji proizvodi efikasnije nego u inozemstvu. D.Ricardo postavlja pitanje što bi se dogodilo kad bi jedna zemlja imala apsolutnu prednost u proizvodnji svih proizvoda? 
Pretpostavke ove teorije su:
- razmatraju se dva proizvoda
- razmjena se obavlja između dva proizvoda
- postoje stalni troškovi proizvodnje 
- jednoličan je sastav kapitala
- zanemariju se transportni troškovi
- apstrahira se novac kao sredstvo razmjene
Teorija komparativnih prednosti nastoji objasniti strukturu međunarodne razmjene. Bavi se određivanjem dobara koje će neka zemlja sudionica vanjske trgovine izvoziti i uvoziti u određenom trenutku. Dvije su verzije teorije komparativnih prednosti koje dominiraju u razvoju suvremene teorije vanjske teorije:
• Ricardova – razloge specijalizacije i razmjene vidi u različitoj produktivnosti proizvodnih faktora.
Ovo je načelo formulirao 1817. David Ricardo na modelu dviju zemalja koje proizvode dva ista proizvoda s različitim troškovima proizvodnje. 
Pretpostavio je za razliku od Smitha da jedna od dviju zemalja ima apsolutnu prednost u proizvodnji oba proizvoda. 
Prema tom načelu svaka zemlja uživa korist ako se specijalizira za proizvodnju i izvoz onih dobara koje može proizvesti uz relativno niže troškove. 
Ricardo je smatrao kako je trgovina među zemljama određena onim u čemu je svaka zemlja relativno bolja. Ricardo ističe da «isto pravilo», koje ravna relevantnom vrijednošću robe u jednoj zemlji, ne ravna relativnom vrijednošću robe, koja se zamjenjuje između dvije zemlje ili više njih u sistemu potuno slobodne trgovine. Npr. količina vina koju Portugal mora dobiti u zamjenu za englesko platno, nije određena odnosnim količinama rada uloženim u jednu ili drugu robu, kao što bi to bilo kad bi one bile proizvedene u Engleskoj ili Portugalu. Na primjeru trgovine ove dvije zemlje i dva proizvoda Ricardo dokazuje da bi bilo dobro za Portugal da izvozi vino u zamjenu za platno čak i u slučaju da se platno može proizvoditi u Portugalu uz manja ulaganja nego u Engleskoj.
David Ricardo napisao je "Načela političke ekonomije i oporezivanja" 1817.g. Posvećuje se pitanju raspodjele bogatstva, a ne njegovog stvaranja, smatrajući da je Smith sasvim dobro riješio problem stvaranja bogatstva. Ricardo zastupa radnu teoriju vrijednosti. Roba, ako je korisna, dobiva prometnu vrijednost iz dva razloga : njena rijetkost i količina rada koja je potrebna za njenu proizvodnju.
• Heckscher-Ohlinova – razoge za specijalizaciju i razmjenu vidi u različitoj raspoloživosti proizvodnih faktora